# Brion, Indre

Brion este o comună în departamentul Indre, Franța. În 1 ianuarie 2022 avea o populație de 595 de locuitori.

## Istoric

### Familii segniologice
O familie, transmitere de sex feminin, Brion și-a asumat soarta feudală a secolului al zecelea până la 1716. Apoi Brion a mers la o familie, Longaunay.
La fel ca vecinii săi Levroux (cu Romsac și Saint Phalle) Rouvres-les-Bois, Bouges-le-Château și Sainte-Colombe, Baudres sau Marea Britanie, Brion a fost prima parte a "principat DEOLS" și, prin urmare, a căzut în interiorul prinți ai Deolilor, domnii din Chateauroux. Apoi, ea se duce la Margaret BEAUMEZ (Bommiers) doamna Châteaumeillant, a cărui mamă Mathilde Deols și se căsătorește cu Henric III de Sully în 1282.
Fiul lor Henry Sully, armăsarului Brion și Châteaumeillant, guvernatorul de Navarra, marele majordom al Franței, este mezina Jeanne Sully, doamnă Maupas și Corbigny, care transmite Brion soțul ei viconte Ioan I din Rochechouart căsătorit în 1336. Unul dintre nepoții lor fiul mai mic, Jean-Louis de Rochechouart armăsarului Aspremont (vin bastion al mamei sale Isabella de Parthenay, fiica lui Guy de Parthenay-Soubise) moștenește Brion după Fulk frate vitreg Rochechouart (doi frați ai Viscountului Ioan al II-lea, toți fiii lui Viscount Louis); el are un fiu Jean-Jacques și nepoata Isabeau de Rochechouart, care trece Apremont Brion și soțul ei Renaud Chabot Strike lord al Jarnac.
Renaud Chabot Jacques și Isabeau sunt părinții și bunicii celebrului amiral Brion Philippe Chabot, amiralul Franței în 1526, un prieten și nepot prin căsătoria lui Francisc I, Charny și Buzançais. Fiul cel mare al amiralului Filip, Leonor, moștenește Brion, fiica cea mică a lui Charlotte Chabot aduce soțul ei, Jacques Le Veneur Tillières.

## Geografie

### Așezare
Orașul este situat în centrul1 al departamentului, în regiunea naturală a Champagne Berry. Acesta aparține zonei urbane Châteauroux.
Comunele învecinate1 și orașele-șef1 sunt: Bretania (6 km), La Champenoise (6 km), Liniez (8 km), Coings (8 km), Levroux (9 km), Vineuil (10 km), Châteauroux ), Issoudun (20 km), La Châtre (46 km) și Le Blanc (62 km).

### Hamletele și localitățile
Localitățile și localitățile orașului sunt: Grand Vau, Meublaterie și Chaignat.

### Geologie și hidrografie
Municipalitatea este clasificată în zona de seismicitate 2, care corespunde unei seismice scăzute.
Teritoriul comunal are izvoarele râului Ringoire.

## Toponimie
Locuitorii săi se numesc Brionnais.